# 436 Патрісія
436 Патрісія (436 Patricia) — астероїд зовнішнього головного поясу, відкритий 13 вересня 1898 року у Гейдельберзі.
Тіссеранів параметр щодо Юпітера — 3,109.